# Produit de marquage codé
Un produit de marquage codé (PMC) est un liquide contenant un code dont la présence est visible sous une lumière ultraviolette. Il est destiné à être appliqué sur des objets de valeur, afin qu’en cas de vol, leur propriétaire initial puisse être déterminé après analyse en laboratoire. Une autre application est un système d'arrosage avec un liquide invisible, afin de relier un suspect à un moment et un lieu spécifique en cas d'infraction, ou participation à un évènement,.
Le codage est réalisé à l'aide de marqueurs minéraux, physiques ou biologiques (ADN synthétique). Quand il s'agit de marquer des individus, ces marqueurs sont placés dans des billes tirées avec un fusil de paintball, l'EMF100, afin de diffuser le produit. Les individus ainsi marqués peuvent ensuite être identifiés en cherchant ces marqueurs avec une lumière ultraviolette.
Ces produits seraient utilisés depuis 2011 par l'Institut de recherche criminelle de la Gendarmerie nationale. L'expérimentation des PMC en manifestation en France aurait débuté en 2021,. A cette date[Quand ?], il n'existe aucun cadre légal pour l'utilisation des PMC en manifestation.